# فرودگاه آبی ول-د ار/هایدروبیس پیچه دوبیئیشن
فرودگاه آبی ول-د ار/هایدروبیس پیچه دوبیئیشن (به انگلیسی: Val-d'Or/Hydrobase Piché Dubuisson Water Aerodrome) یک فرودگاه خصوصی است که یک باند فرود آب دارد. این فرودگاه در کشور کانادا قرار دارد و در ارتفاع ۳۰۵ متری از سطح دریا واقع شده است.